# Sonja Hulth
Sonja Katarina Hulth Grusell, tidigare Eva Sonja Hulth, ogift Erikson, född 12 oktober 1945 i Uppsala, är en svensk journalist och författare. Hon arbetade på barntidningen Kamratposten 1978–1987. Hon har också arbetat på Dagens Nyheter och Upsala Nya Tidning under 1970-talet.
Åren 1967–1975 var hon gift med Lars Hulth (född 1946) och sedan 1986 är hon gift med Erik Grusell (född 1947).

## Priser och utmärkelser
- Nils Holgersson-plaketten 1993 (för Barnens svenska historia)[5]